# Iseyama Kotai Jingu
Iseyama Kotai Jingu est un sanctuaire Beppyo . Il est situé à Yokohama et vénère Amaterasu. C'est le sanctuaire principal de Yokohama,.
C'était le premier grand sanctuaire Jinja à déclarer faillite.
Il a été créé au cours de l’ère Meiji, reflétant les changements politiques de cette époque. L'histoire du sanctuaire est étroitement liée à la dynamique de cette époque, ce qui en fait un site important pour ceux qui s'intéressent à l'histoire du Japon.
Les débuts exacts d'Iseyama Kotai Jingu sont assombris de mystère par des informations sur son emplacement d'origine. En 1869, pendant la période de la restauration Meiji, le sanctuaire fut déplacé à son emplacement à la demande du gouvernement Meiji. Cette réinstallation a été influencée par des facteurs tels que les changements sociaux et les préoccupations concernant l'expansion des colonies étrangères et l'influence croissante du christianisme perçue comme une menace pour les valeurs et la souveraineté traditionnelles japonaises.
La présence de missionnaires au service de la population étrangère à Yokohama dans le cadre de traités imposés par les puissances représentait un défi important pour le Japon. Le christianisme était interdit depuis 1614, par crainte qu'il ne sape les croyances et l'autorité traditionnelles japonaises.

## Histoire

### Réaction contre le Christianisme
L'arrivée des missionnaires chrétiens et leur ministère autorisé auprès de la population étrangère à Yokohama, sous des traités imposés par les puissances occidentales, était une préoccupation majeure pour le gouvernement japonais. Le christianisme avait été interdit depuis 1614, considéré par les Japonais comme une idéologie potentiellement subversive. En réponse à cette menace perçue, le gouvernement de Meiji a promu une version du shintoïsme centrée sur l'empereur comme religion d'État. Le sanctuaire Iseyama Kotai Jingu, stratégiquement positionné sur une colline surplombant la colonie étrangère, a été établi dans le cadre de cette initiative. Ce sanctuaire dédié à Amaterasu Omikami, la divinité ancestrale de la famille impériale et une figure primordiale dans le panthéon shinto, symbolisait une réaffirmation de l'identité nationale et une résistance contre l'influence étrangère.

### Symbolisme politique et signification spirituelle
L'établissement d'Iseyama Kotai Jingu était un acte politique délibéré, comme l'attestent les comptes historiques du sanctuaire lui-même. Il visait à unifier la nation, à se protéger contre les empiétements étrangers, à limiter la propagation du christianisme, et à renforcer la loyauté envers l'empereur. Le choix d'Amaterasu Omikami comme divinité du sanctuaire était emblématique de ces objectifs.
En 1871, une cérémonie importante a transféré l'esprit divisé (bunrei) d'Amaterasu Omikami de Ise Jingu à  Iseyama Kotai Jingu, renforçant son importance spirituelle et politique. Remarquablement, le sanctuaire a introduit un système héréditaire pour son grand prêtrise, un mouvement qui semblait en contradiction avec les efforts plus larges du gouvernement de Meiji vers la modernisation et l'occidentalisation.

## Temps modernes
Le sanctuaire a été dévasté par le séisme de 1923 du Kantō mais a été reconstruit en 1928.
En réponse à la menace perçue, le gouvernement de Meiji a approuvé une version du shintoïsme centrée autour de l'empereur comme religion. Iseyama Kotai Jingu, stratégiquement situé sur une colline surplombant la colonie, a été établi dans le cadre de cette entreprise. Le sanctuaire dédié à Amaterasu Omikami, la divinité ancestrale de la famille impériale et une figure significative dans les croyances shinto, représentait une réaffirmation de l'identité nationale et une prise de position contre les influences étrangères.
Aujourd'hui, Iseyama Kotai Jingu est bien connu pour son atmosphère inclusive, agissant comme un centre pour les rassemblements communautaires et les événements religieux. Il est particulièrement renommé pour le hatsumiyamairi, une cérémonie marquant la visite au sanctuaire des nouveau-nés. Il sert également de lieu prisé pour les mariages en raison de sa proximité avec une grande salle de réception.

## Galerie

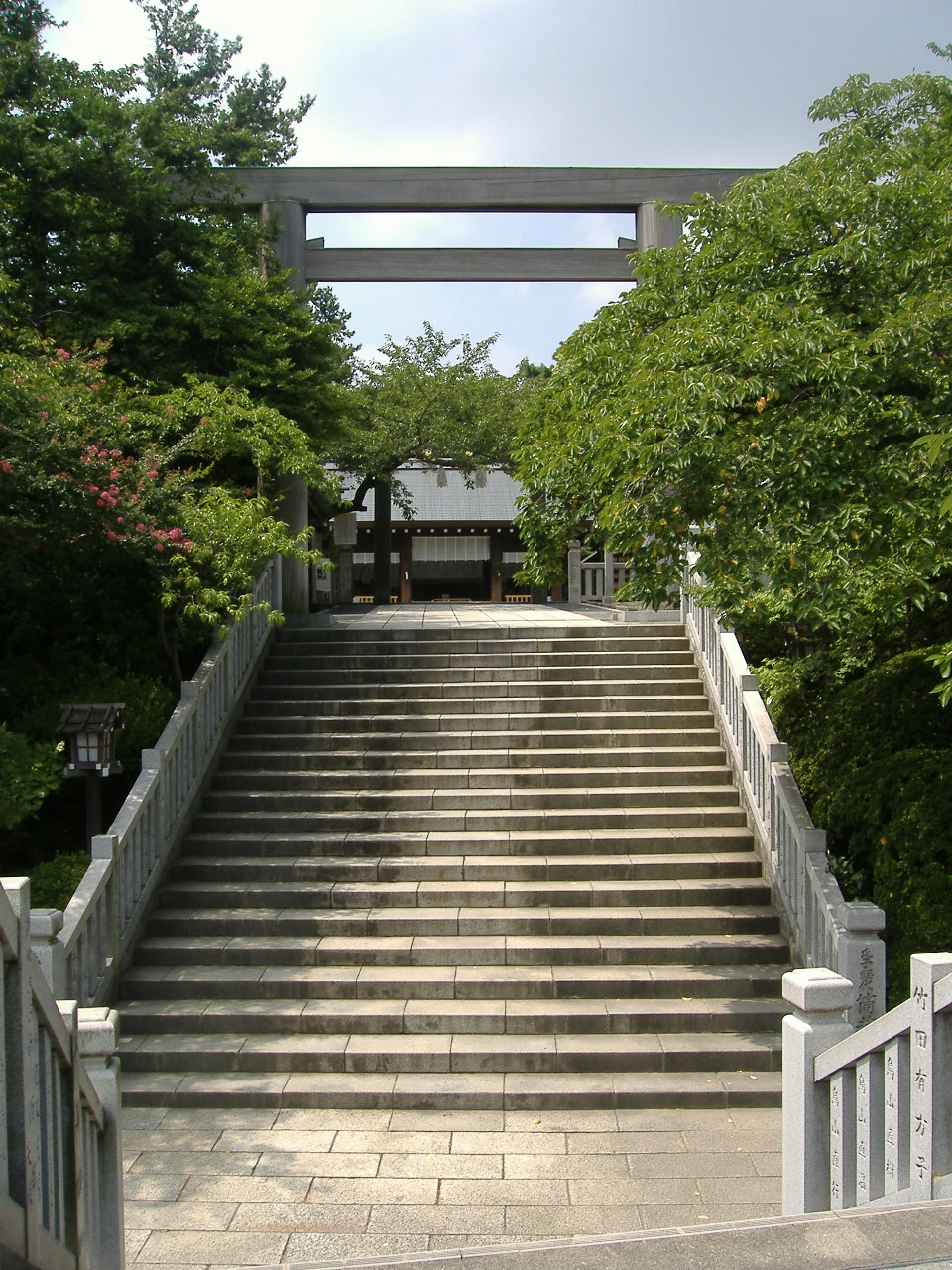
Iseyama Kotai Jingu
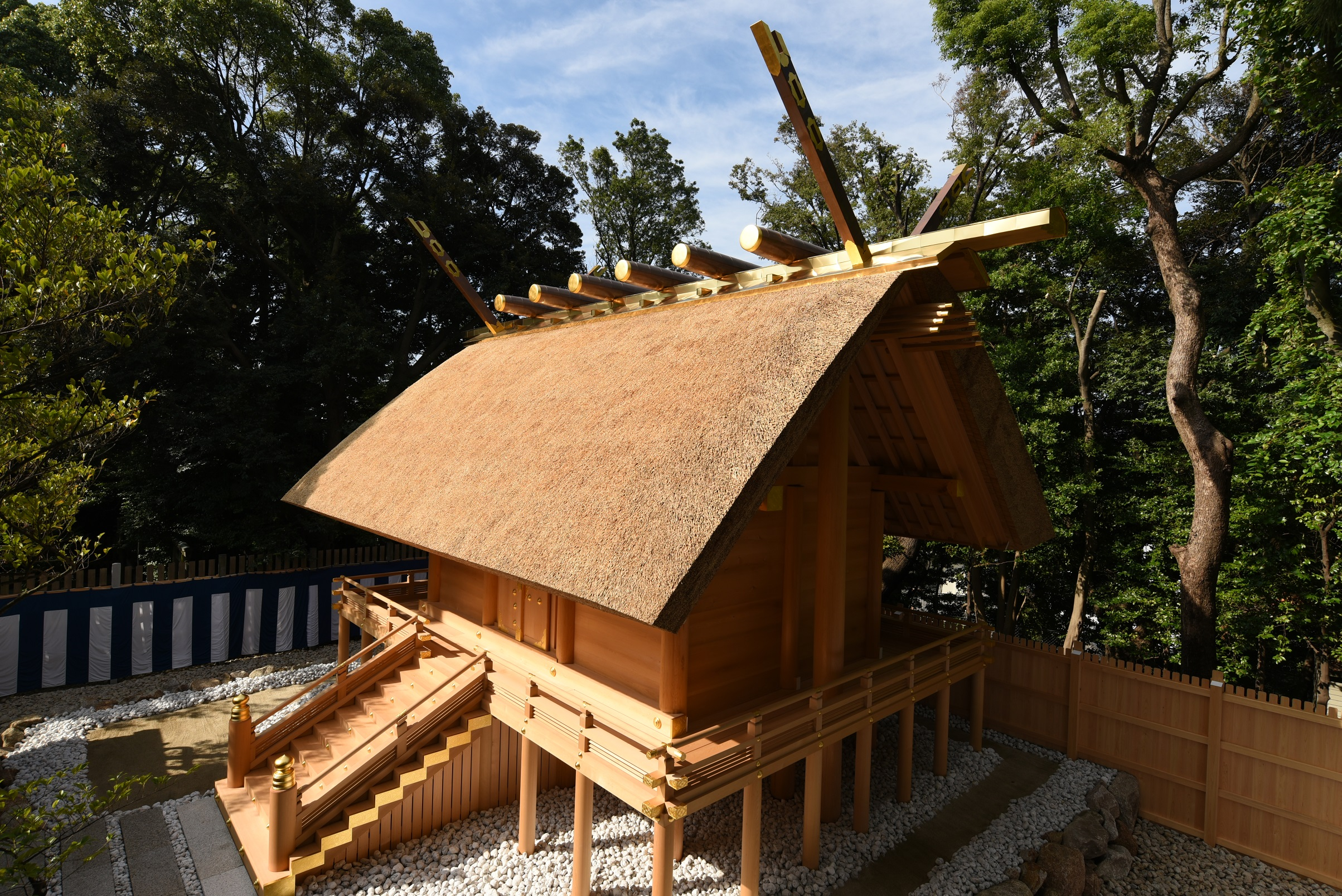
Honden (salle du sanctuaire principal)
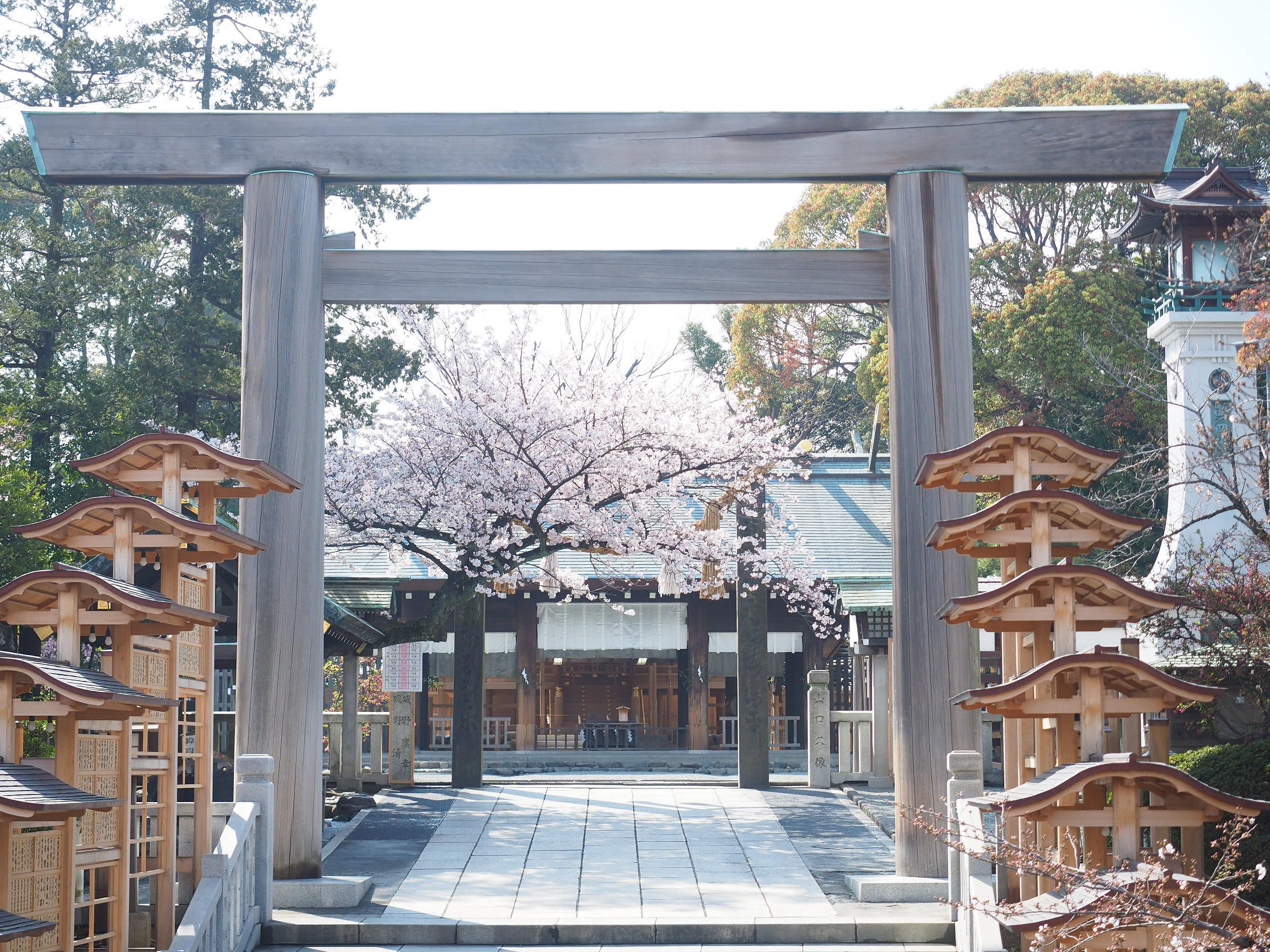
Porte Torii
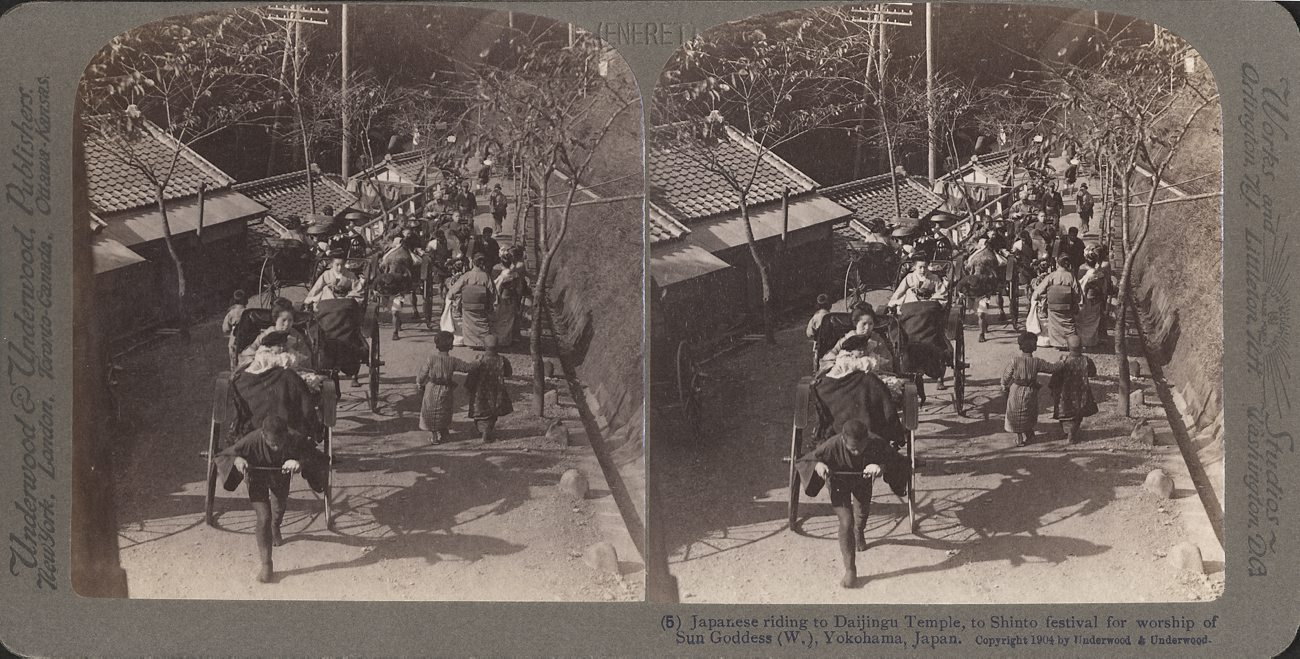
Japonais à cheval vers le temple Daijingu, 1904
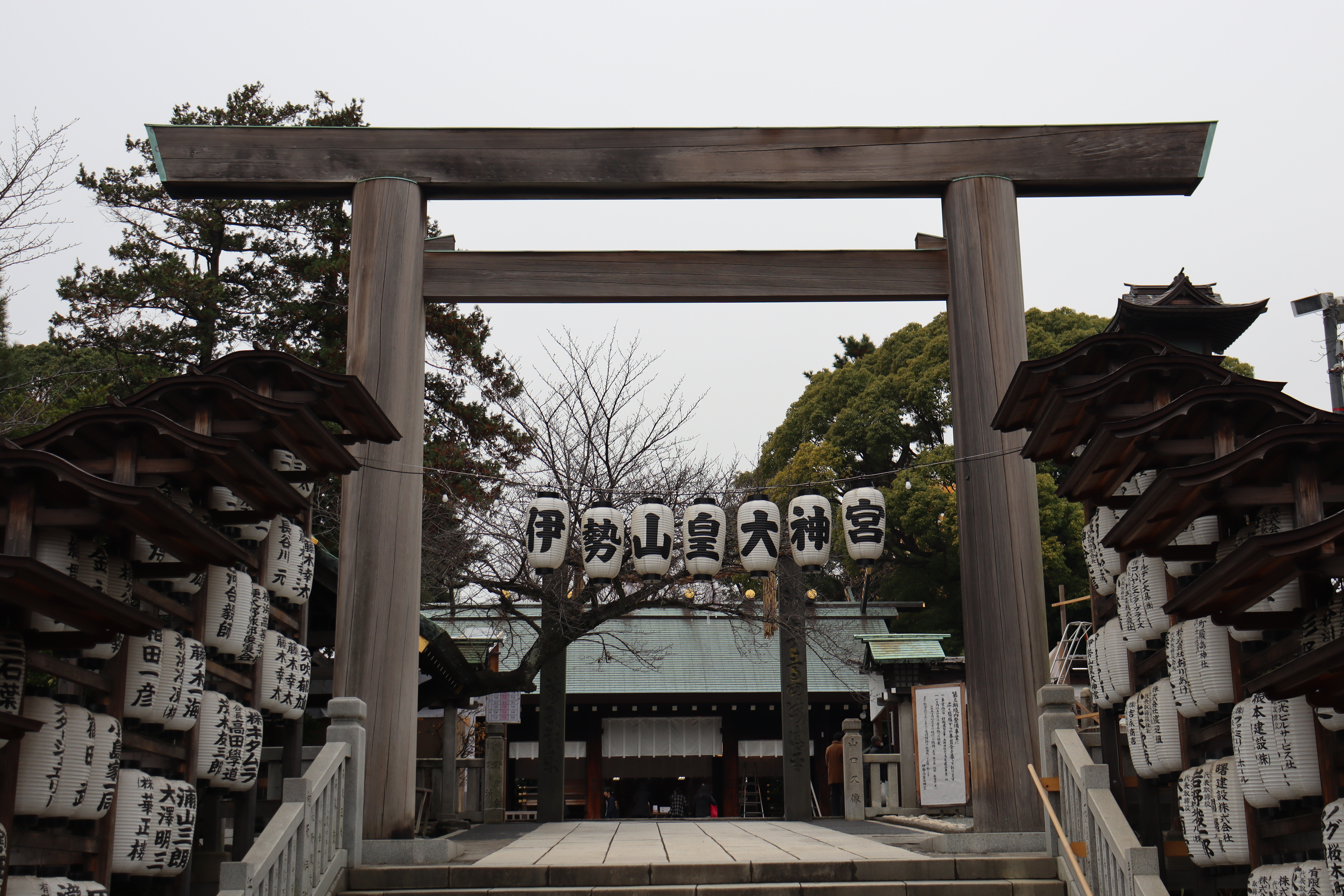
Première porte Torii
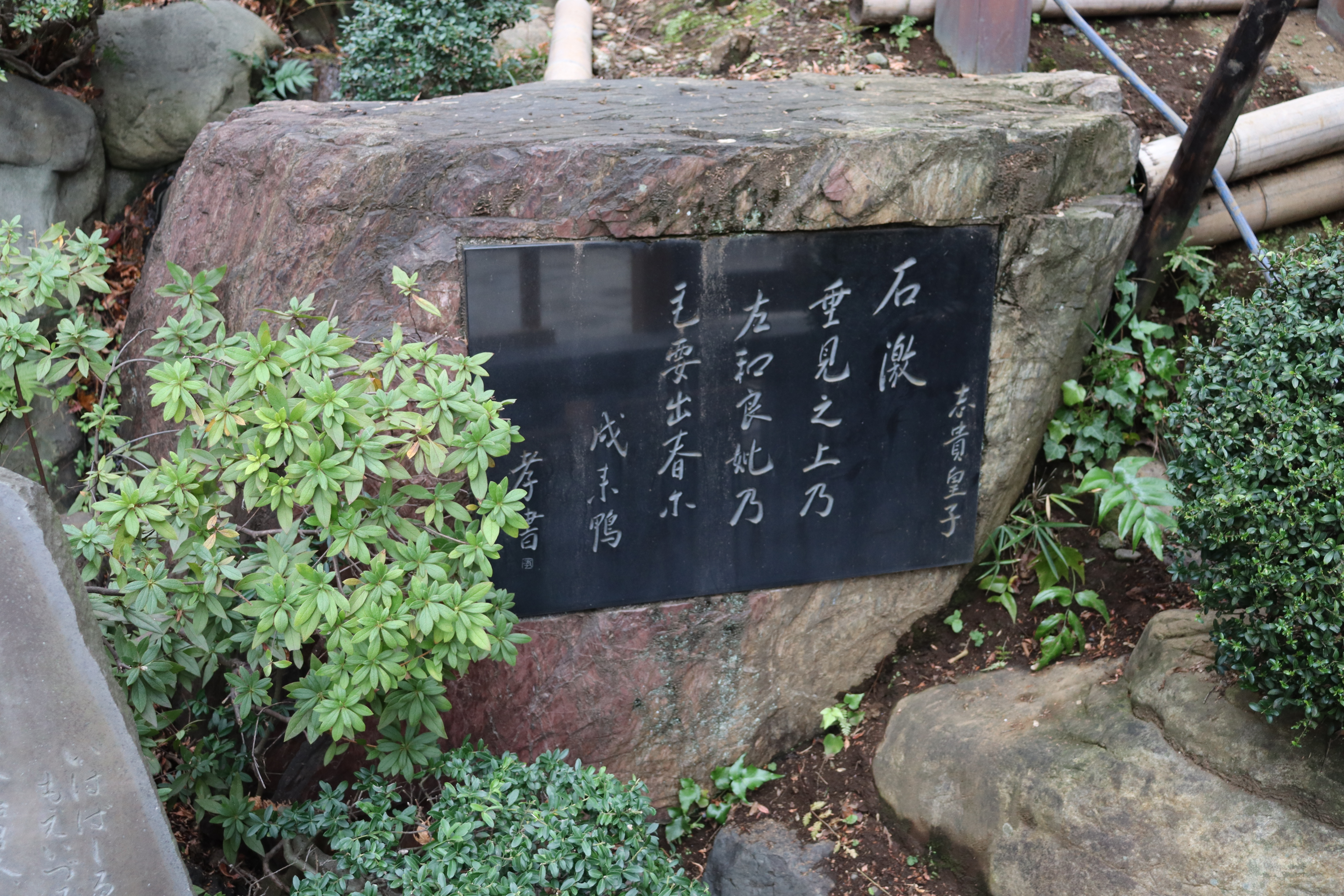
Monument de la poésie Manyo
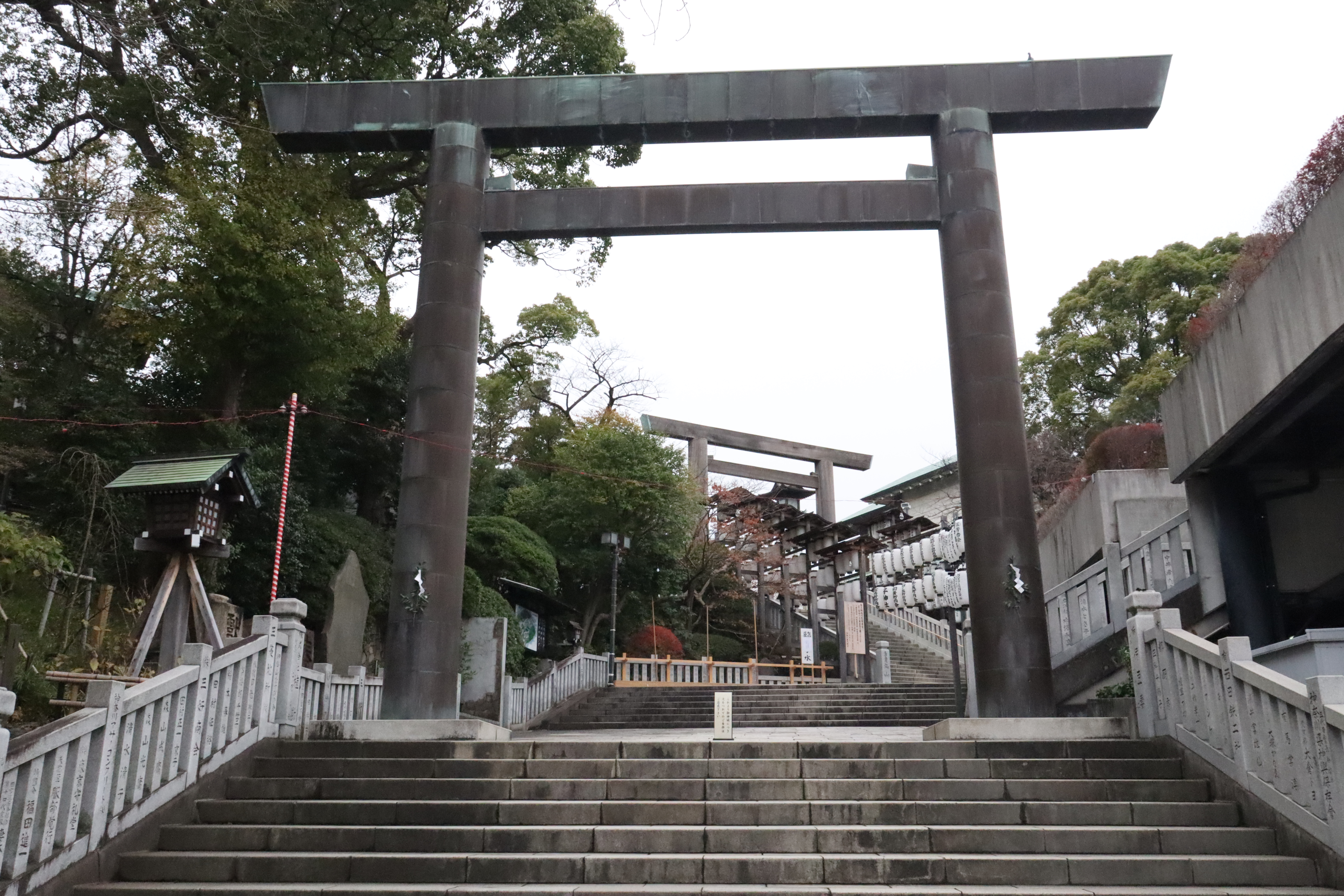
Deuxième porte Torii
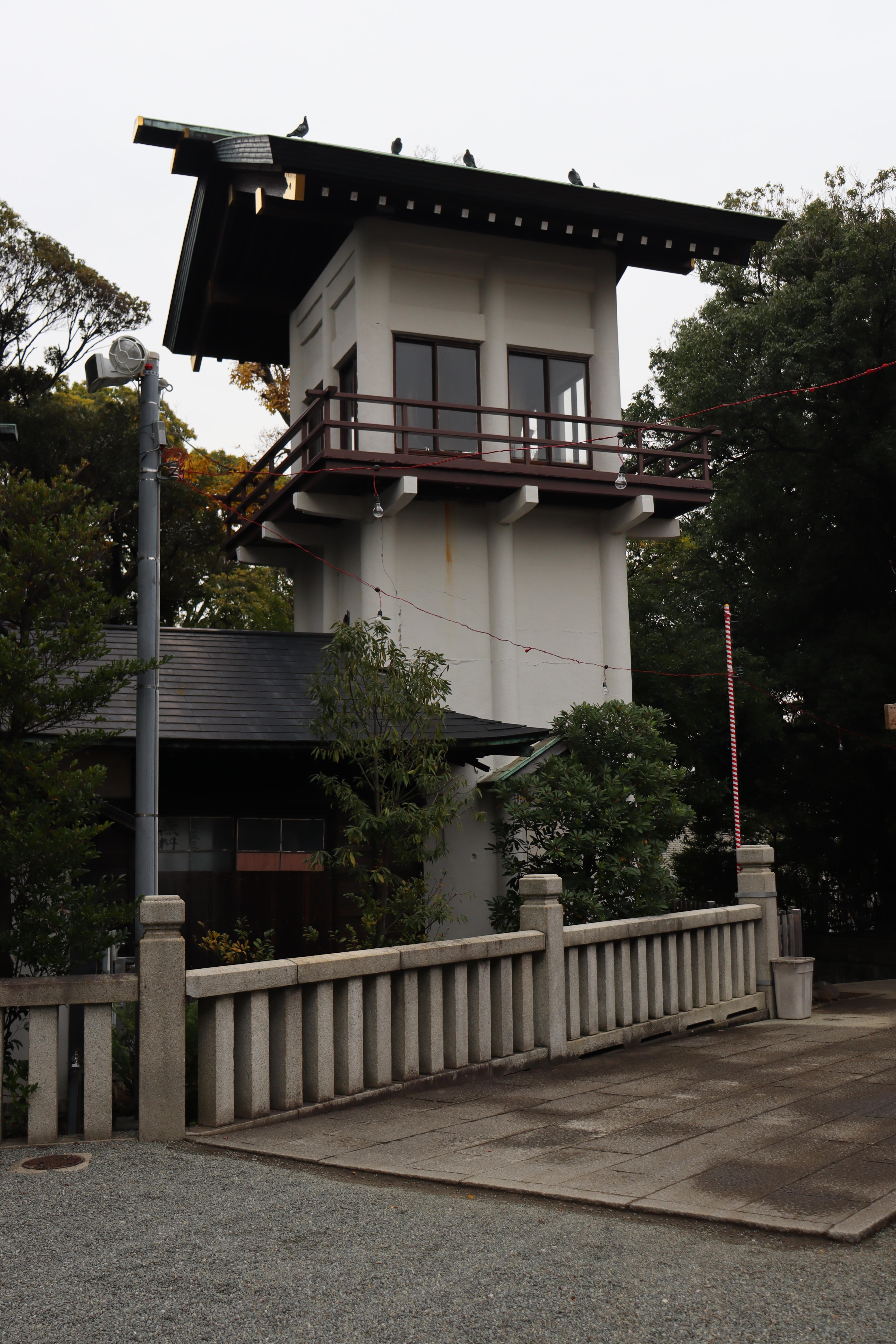
Tour Taïko
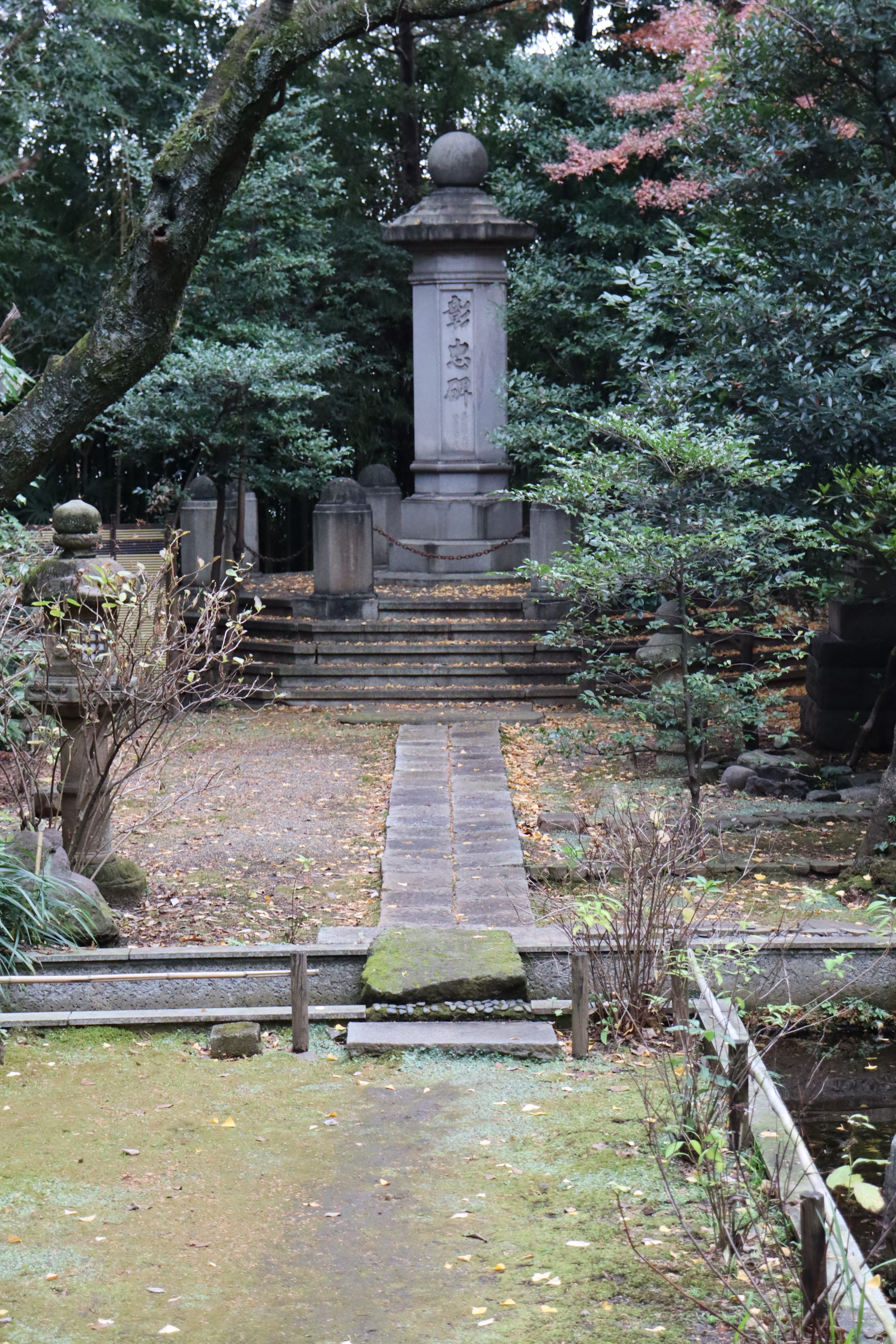
Monument de l'esprit fidèle
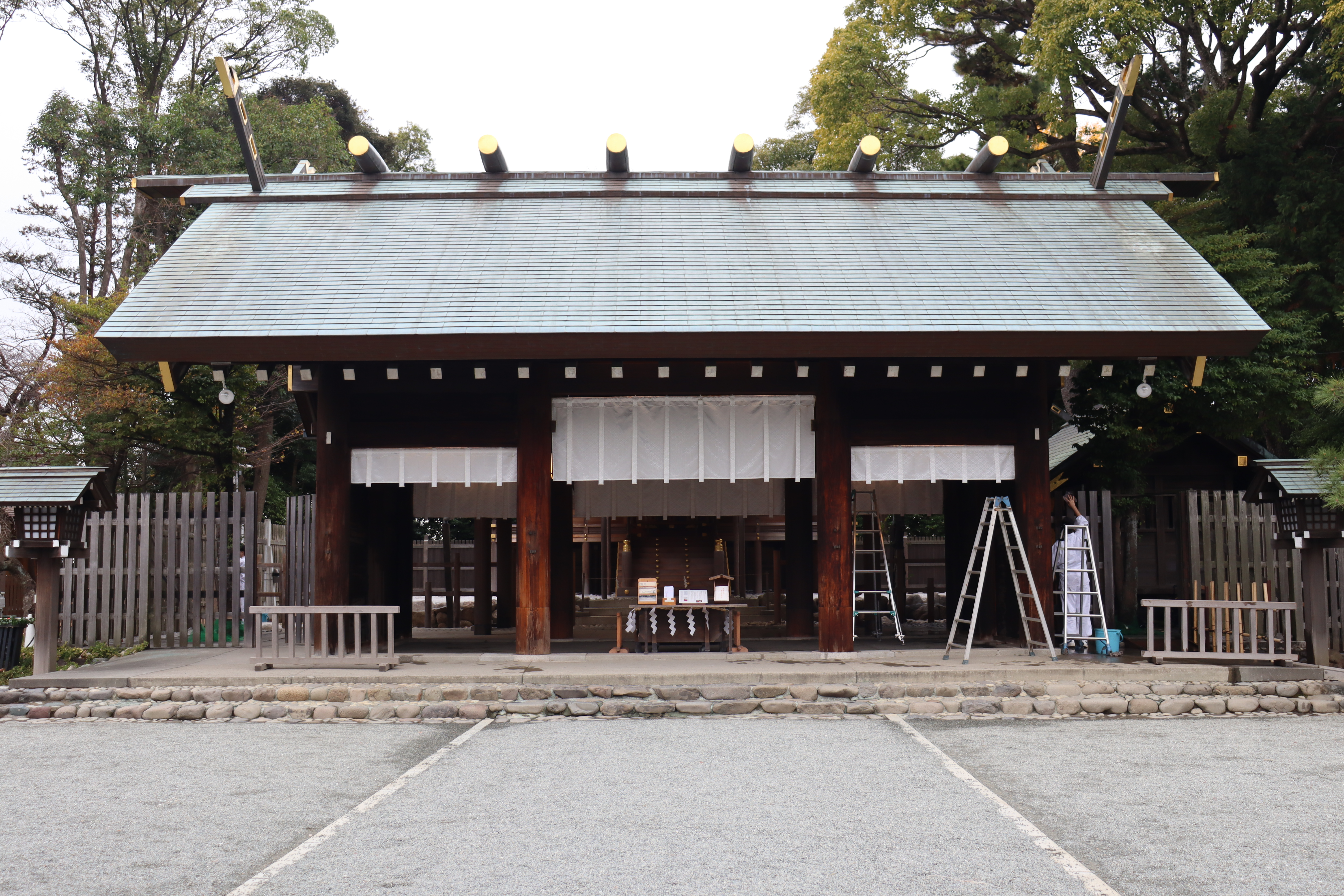
Haiden (salle de culte)
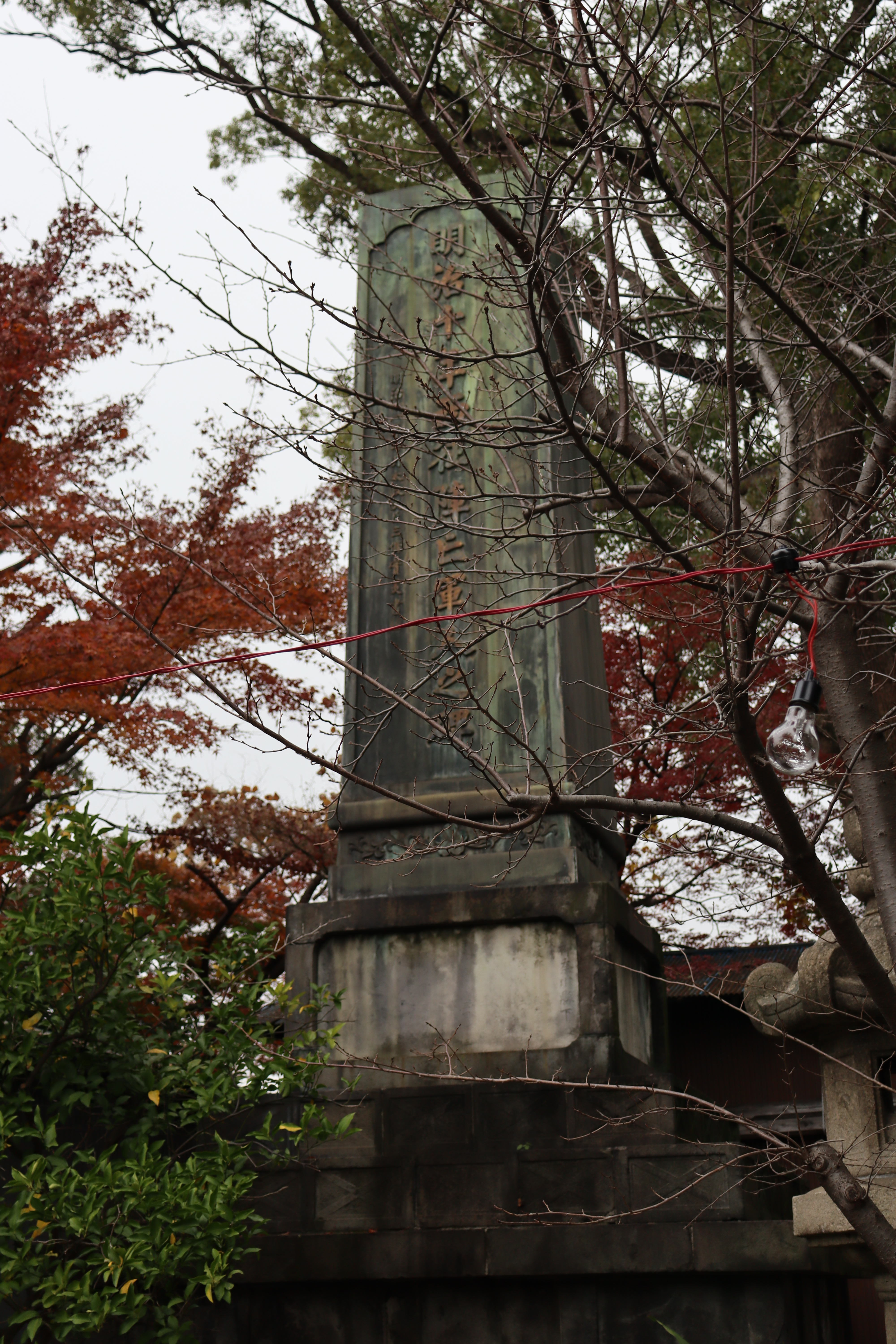
Monument aux soldats tombés lors de l'expédition occidentale, 10e année de Meiji
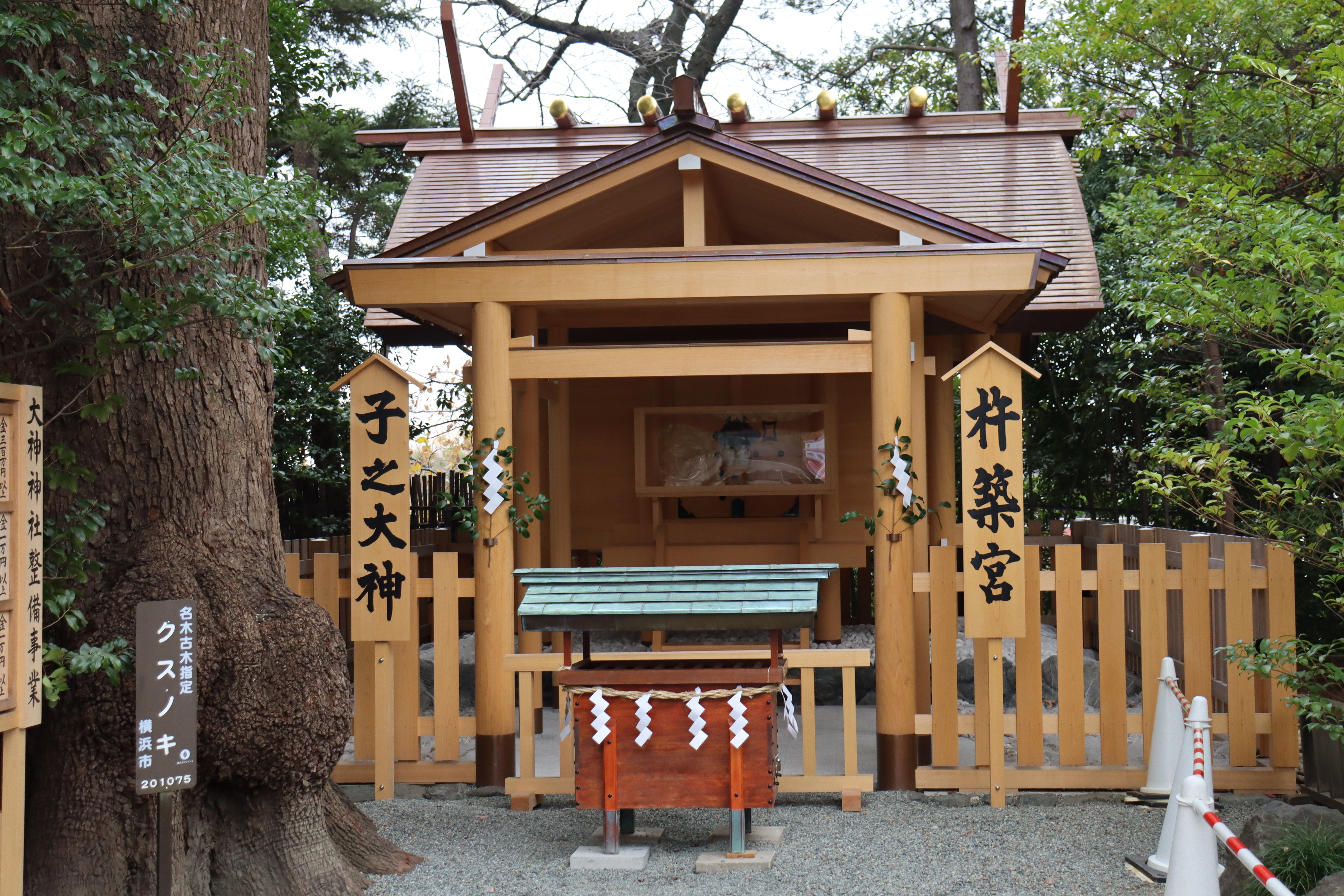
Kizukimiya
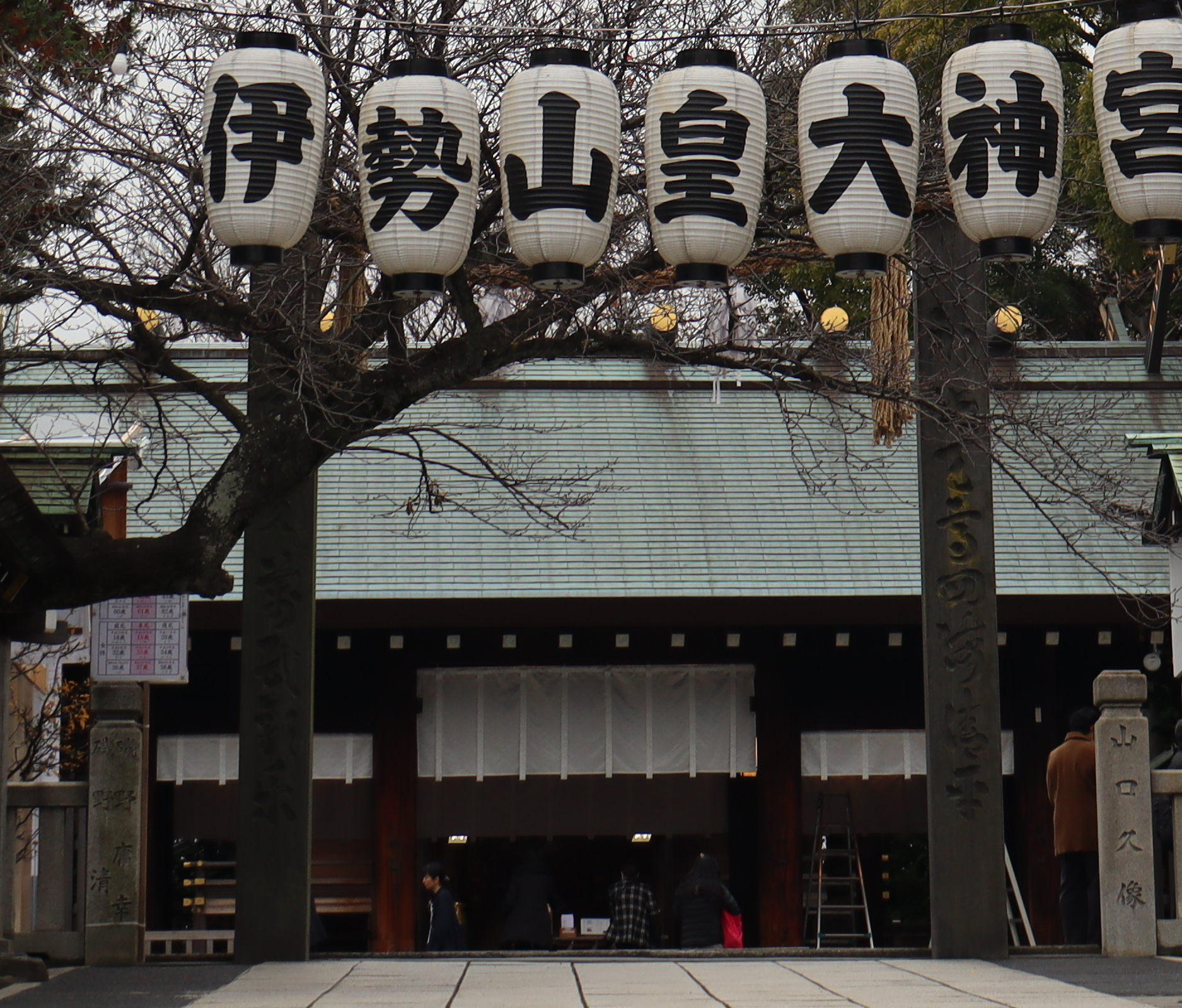
Pilier Shimenawa
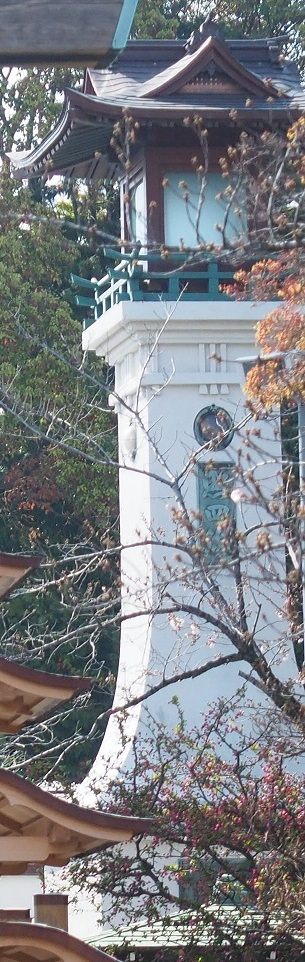
Mers brillantes
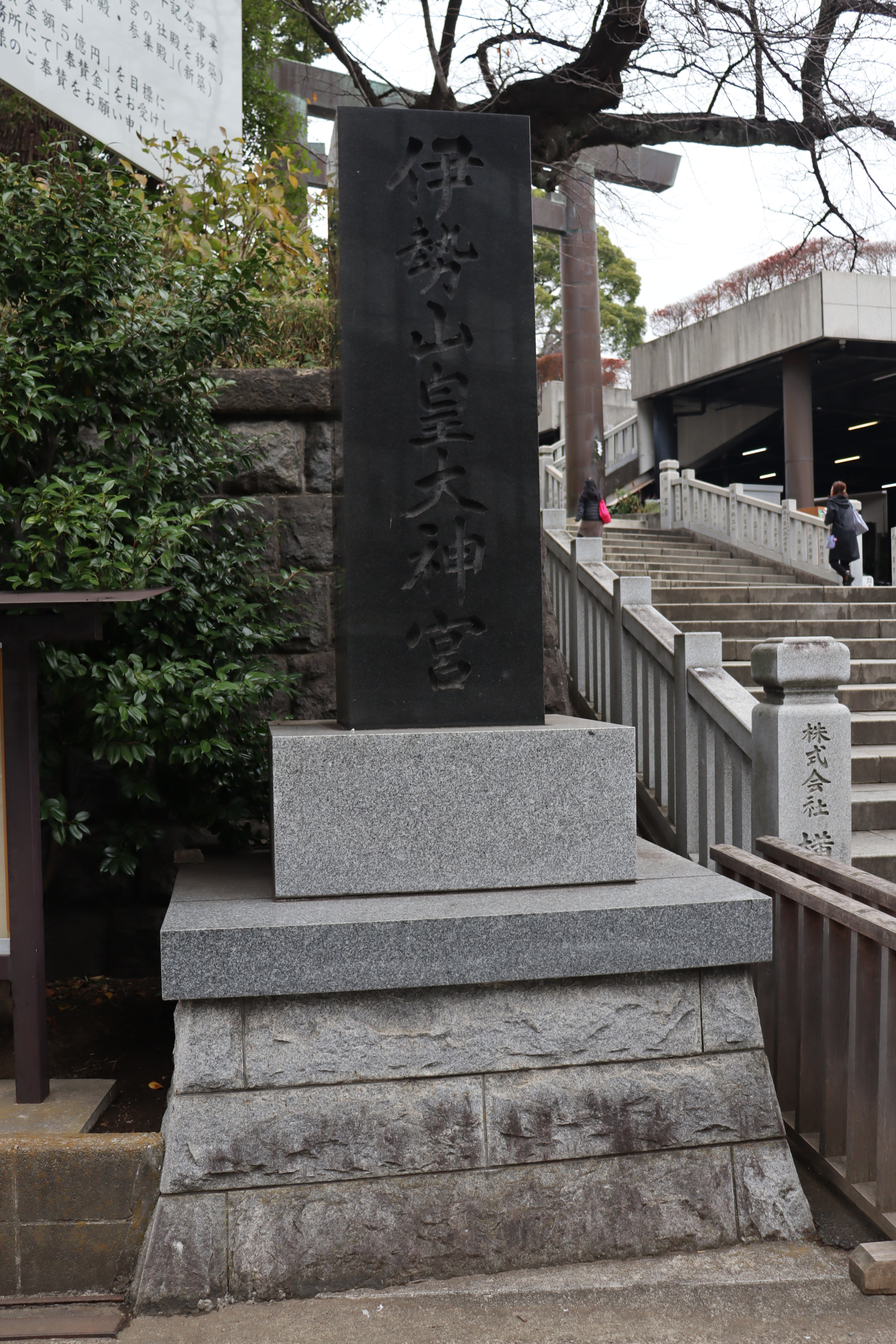
Enseigne du sanctuaire
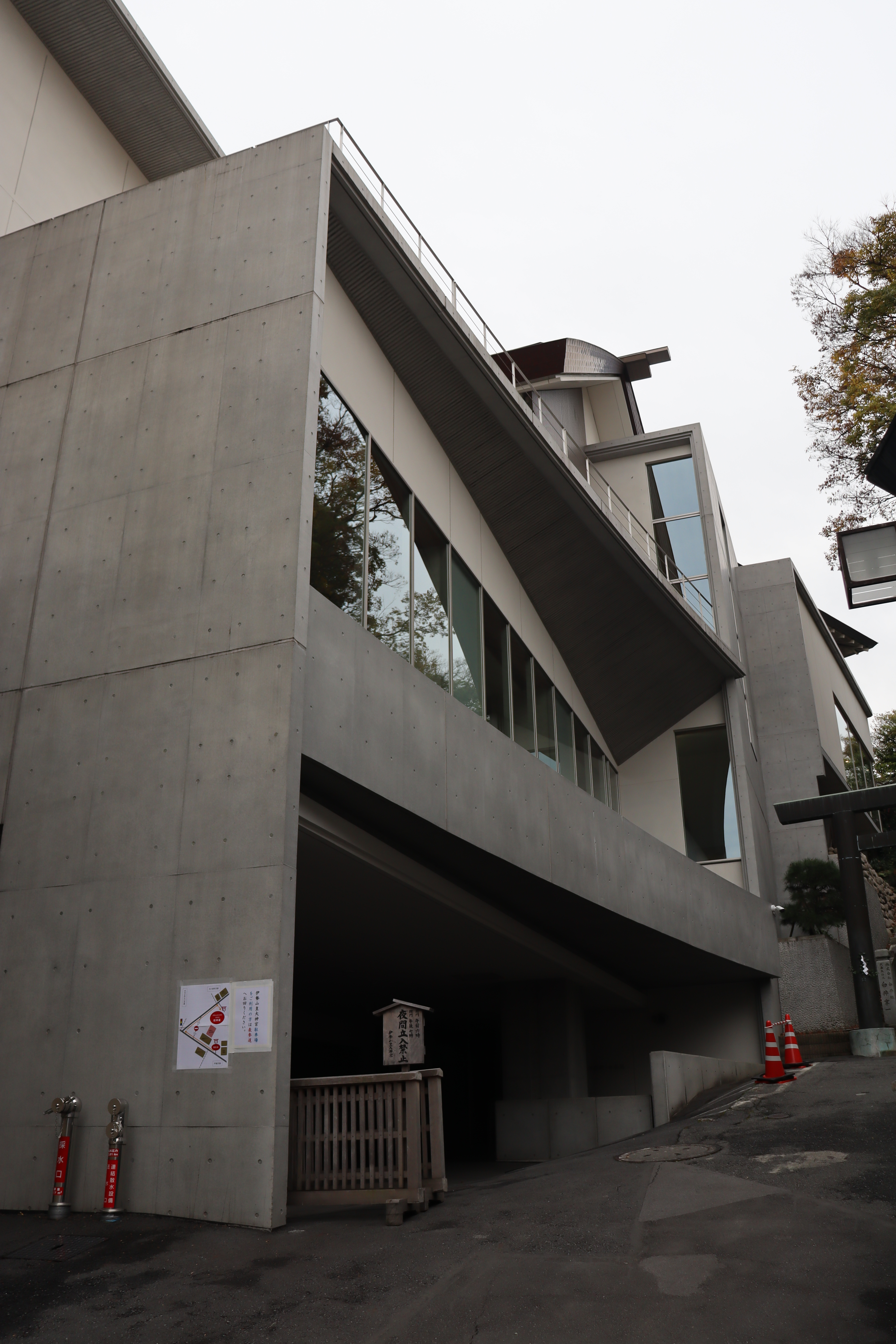
Kaguraden et Sanshudeno
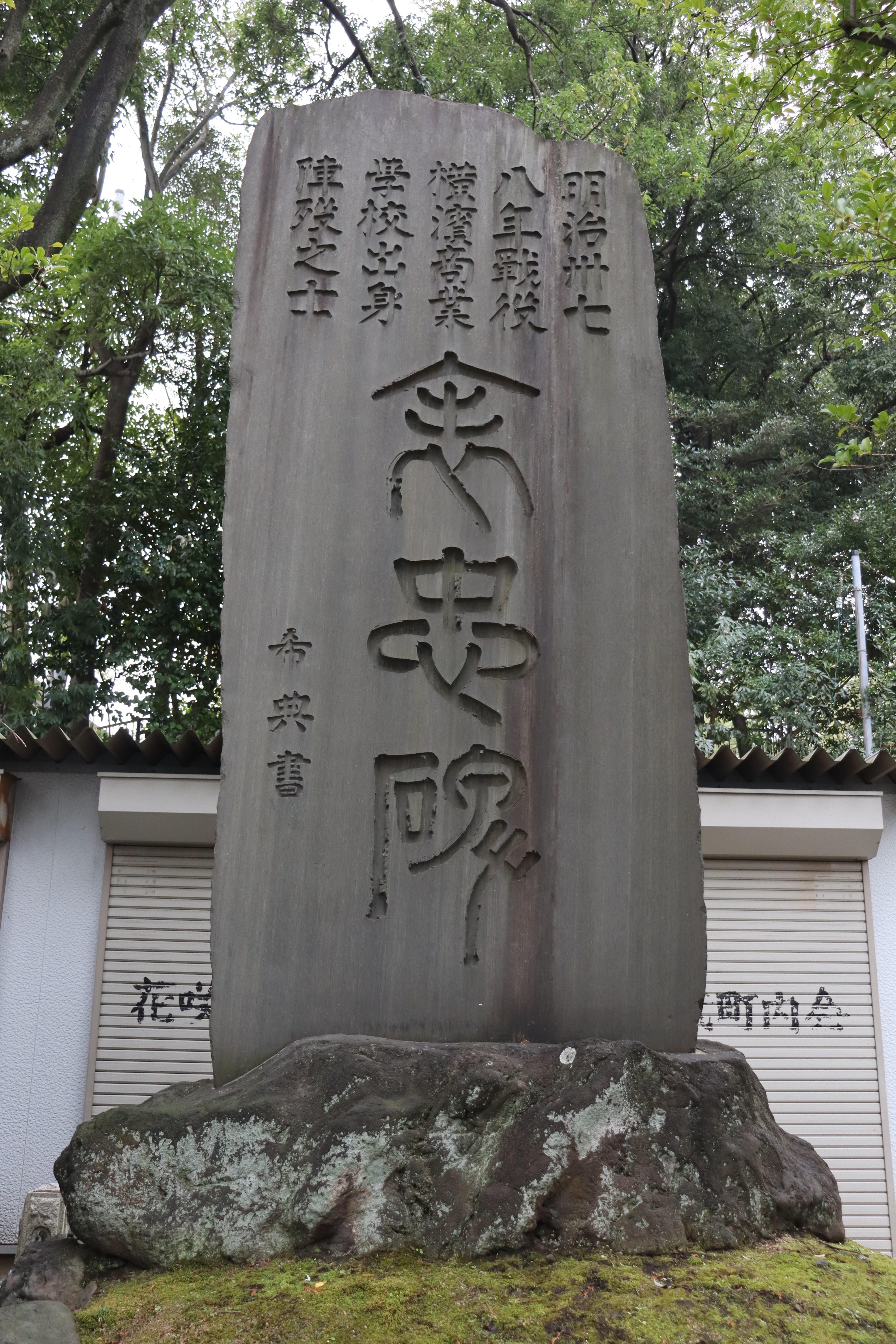
Monument de la Loyauté